# Stanley Stanczyk
Stanley Anthony "Stan" Stanczyk (10 de maio de 1925, em Armstrong, Wisconsin – 3 julho de 1997, em Miami)foi um halterofilista americano.
Stanley Stanczyk foi por cinco vezes campeão mundial, de 1946 a 1951. E ganhou a medalha de ouro em halterofilismo nos Jogos Olímpicos de 1948 em Londres, na categoria até 82,5 kg. Stanczyk levantou 417,5 kg no total combinado (130 no desenvolvimento [movimento-padrão abolido em 1973], 130 no arranque e 157,5 no arremesso), 37,5 kg a mais do que o segundo colocado, seu compatriota Harold Sakata.
Quadro de resultados
| Ano  | Posição | Competição                           | Classe de peso | Marca                        |
| 1946 | 1.      | Campeonato mundial em Paris          | –67,5 kg       | 367,5 kg (105+115+147,5)     |
| 1947 | 1.      | Campeonato mundial em Filadélfia     | –75 kg         | 405 kg (117,5+127,5+160)     |
| 1948 | 1.      | Jogos Olímpicos em Londres           | –82,5 kg       | 417,5 kg (130+130+157,5)     |
| 1949 | 1.      | Campeonato mundial em Scheveningen   | –82,5 kg       | 412,5 kg (130+127,5+155)     |
| 1950 | 1.      | Campeonato mundial em Paris          | –82,5 kg       | 420 kg (125+130+165)         |
| 1951 | 1.      | Jogos Pan-Americanos em Buenos Aires | –82,5 kg       |                              |
| 1951 | 1.      | Campeonato mundial em Milão          | –82,5 kg       | 402,5 kg (127,5+122,5+152,5) |
| 1952 | 2.      | Jogos Olímpicos em Helsinque         | –82,5 kg       | 415 kg (127,5+127,5+160)     |
| 1953 | 3.      | Campeonato mundial em Estocolmo      | –82,5 kg       | 415 kg (130+125+160)         |
| 1954 | 3.      | Campeonato mundial em Vienna         | –75 kg         | 390 kg (117,5+122,5+150)     |

Em 1991 Stanley Stanczyk foi eleito para o National Polish-American Sports Hall of Fame.